# Пояс (деталь одежды)

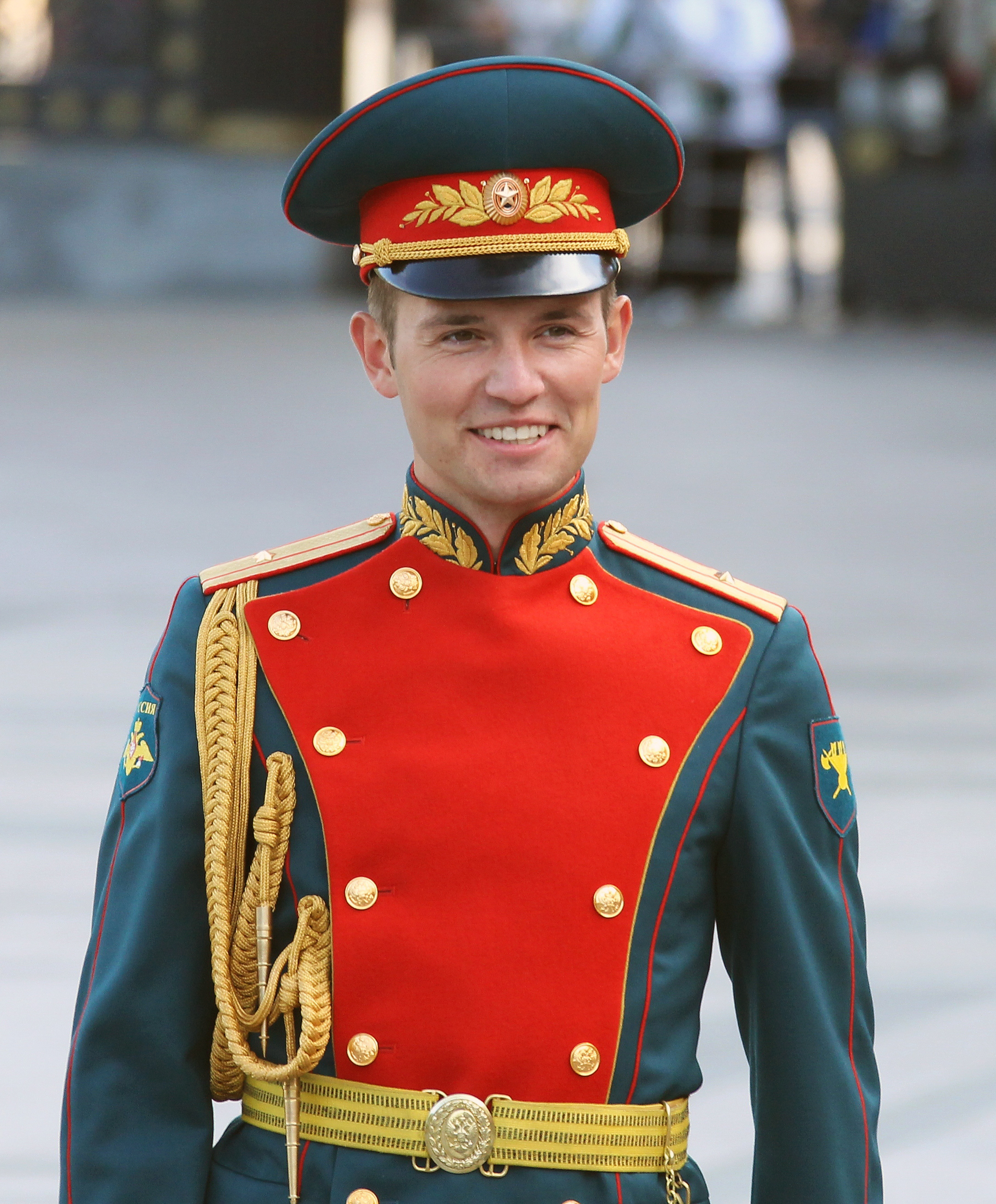
Парадный пояс у начальника Образцового оркестра почётного караула майора К. А. Петровича

По́яс — аксессуар или элемент одежды, носимый на талии или бёдрах, служит для стягивания другой одежды и ношения чего-либо (например, личного (индивидуального) оружия).
У латинян пояс (зостер, др.-греч. ζωστήρ), которым платье связывалось выше бёдер — балте́й (Balteus). На Руси верхнюю одежду подпоясывали кушаком.

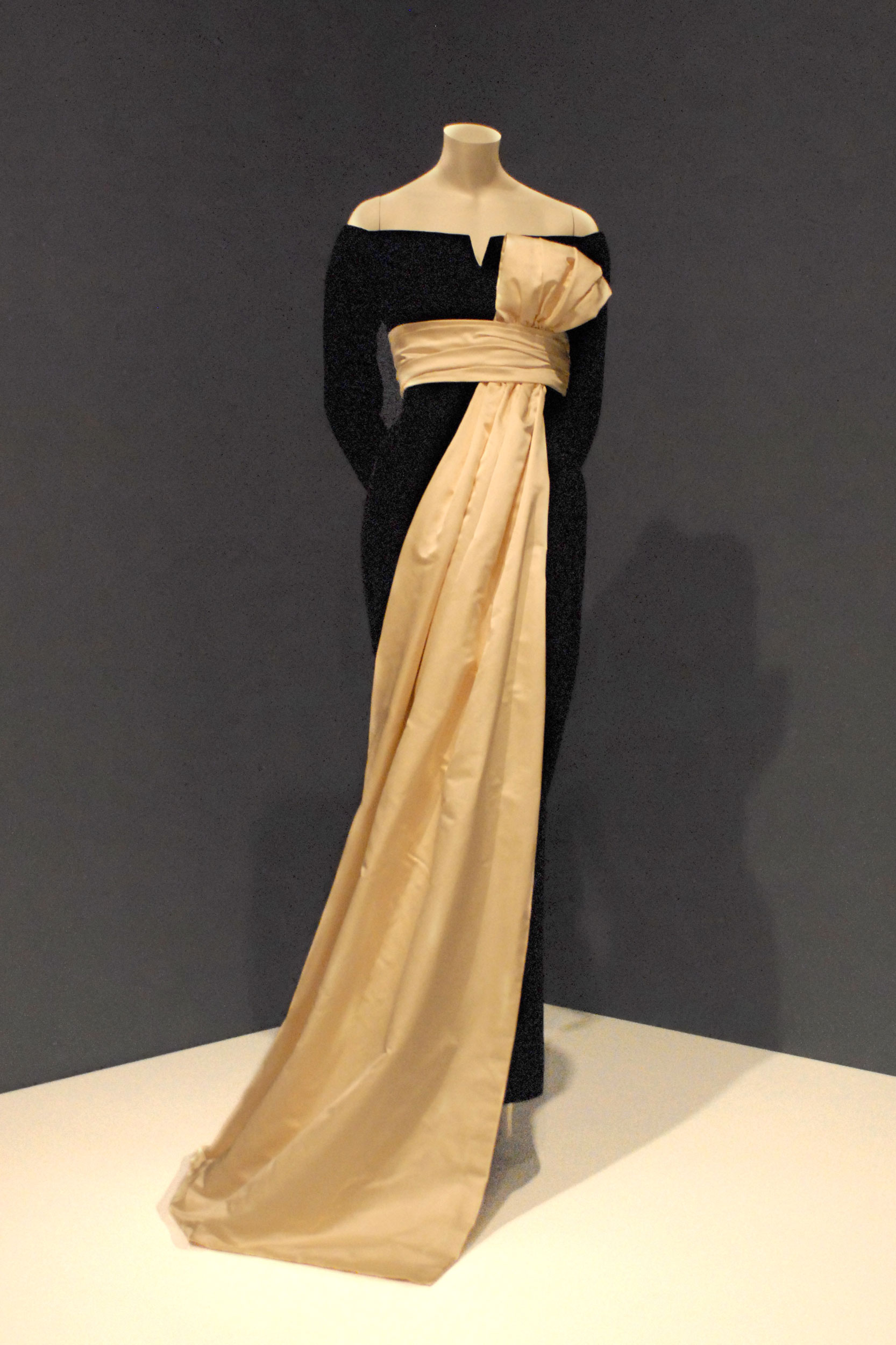
Пояс-кушак и вечернее платье, «Кристиан Диор», дизайнер Ив Сен-Лоран, сезон осень-зима 1955/1956

## Описание
Лента, обвязка, полоса ткани, шнуров или другого материала, которая завязывается, как правило, по талии или на бёдрах человека. Поддерживает одежду, покрывающую нижнюю часть тела (штаны, юбку) или не даёт распахнуться одежде, покрывающей верхнюю часть тела (тулуп, халат).
На Руси существовали нательные пояса, также пояса, которыми подпоясывали рубахи, сарафаны, поневы и плахты, а также пояса, которыми подпоясывали верхнюю одежду (полушубки, зипуны и тому подобное). Широкий пояс для подпоясывания верхней одежды, как правило, назывался «кушаком». В крестьянской культуре характерно обязательное опоясывание мужчинами верхней одежды (зипуны, шубы, полушубки); женщины в этих случаях пояс имеют на нательной или горничной одежде, не опоясывая верхнюю одежду.

### Виды поясов
- Опояска — тонкий поясок в виде шнурка или верёвки, часто с кисточками на концах,
- Кушак — широкий пояс из длинного широкого куска материи или нескольких шнуров,
- Ремень — пояс, снабжённый застёжкой-пряжкой; для его фиксации на одежду обычно пристрачиваются шлёвки.

### Техники изготовления поясов

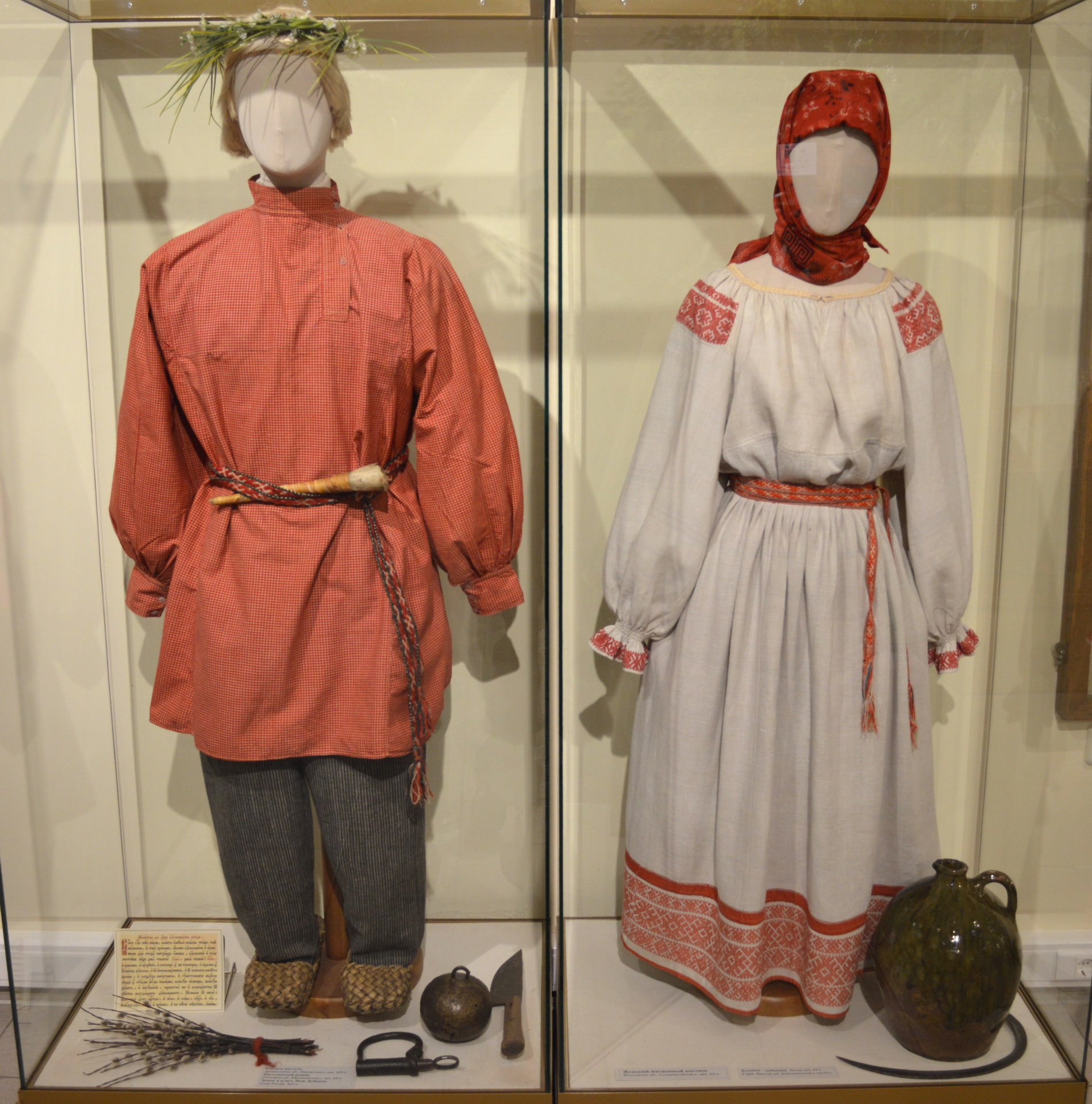
Костюм пастуха (конец XIX века), женский жатвенный костюм (начало XX века)

Многообразие техник было характерным для народных костюмов:
1. Плетение поясов — плетённые, кручённые, полутканные пояса
  - На вилке (рогатине, рогульке) — считаются чисто женскими поясами, представляют собой косы разной сложности плетения
  - На спице (в бутылке, на иглу) — традиционно считаются чисто мужскими поясами;
  - На колодке (на куколке)
  - Дёрганье
  - Кручённый пояс
  - Круглый пояс
  - Квадратный пояс
  - Полутканый пояс
2. Ткачество поясов — в тканых пояса обязательно присутствуют уточная и продольные нити.
  - на сволочке (на ниту)
  - на бёрдышке
  - на дощечках (карточках, кружках)
  - Двухсторонняя техника
    - на ткацком станке
    - «Уточное тканье», «Уточный пояс» — выполненные закладной техникой (уток пропускается не через все нити основы, а только через часть и с нитью, отправленной обратно).
3. Вязание поясов
  - Вязанные пояса выполняются на спицах и крючке.
4. Вышивание поясов
  - вышивали пояса по однотонной ткани «набором» — цветными нитями, разбивая рисунок на цветные части по всей длине
5. Кожаное изделие (ремень). В отличие от тканых поясов, они не завязываются, а застёгиваются с помощью металлических деталей (пряжка). Детали кожаного ремня: 1. Отверстие. 2. Язычок пряжки. 3. Пряжка. 4. Шлёвка. 5. Гладкая сторона. 6. Прошивка. 7. Кончик
6. Наборный пояс из металлических деталей (на какой-либо другой основе) — пряжка, бляхи, пуговицы. Это могло быть ювелирное изделие из драгоценных металлов и камней. В XVII веке пояс из цепочки — шатлен, позже так стала называться «цепочкой», которой к поясу крепили ценные аксессуары, например, часы. Археологи, этнографы и проч. используют термин «поясной набор»[3]. В состав мужского поясного набора (поясной гарнитуры[4]) входили, например, такие детали[5]:
  - пряжка (её части — рамка и язычок), иногда имеет щиток для прикрепления к ремню
  - накладки, украшающие ремень (бляхи), крепятся с помощью штифтов или гвоздиков
  - поясные наконечники (на концах ремня)
  - кольца, соединяющие отдельные части ремня и служившие для прикрепления мелких предметов
  - обойма, закрепляющая конец ремня
  - иногда другие детали (возможно амулеты, обереги).

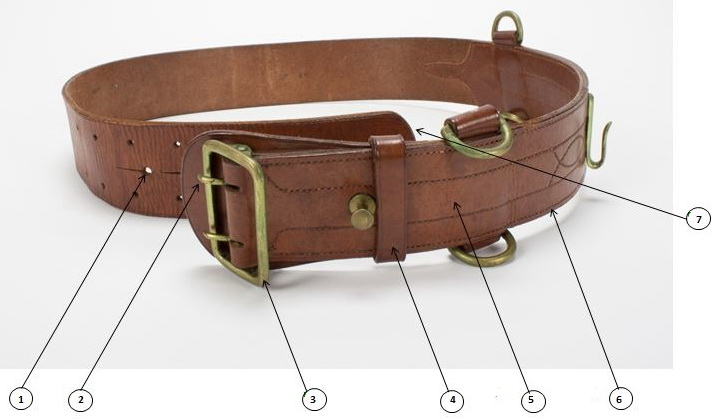
Детали кожаного ремня: 1. Отверстие. 2. Язычок пряжки. 3. Пряжка. 4. Шлёвка. 5. Гладкая сторона. 6. Прошивка. 7. Кончик

### Функции поясов
- Утилитарная, служебная[5]:

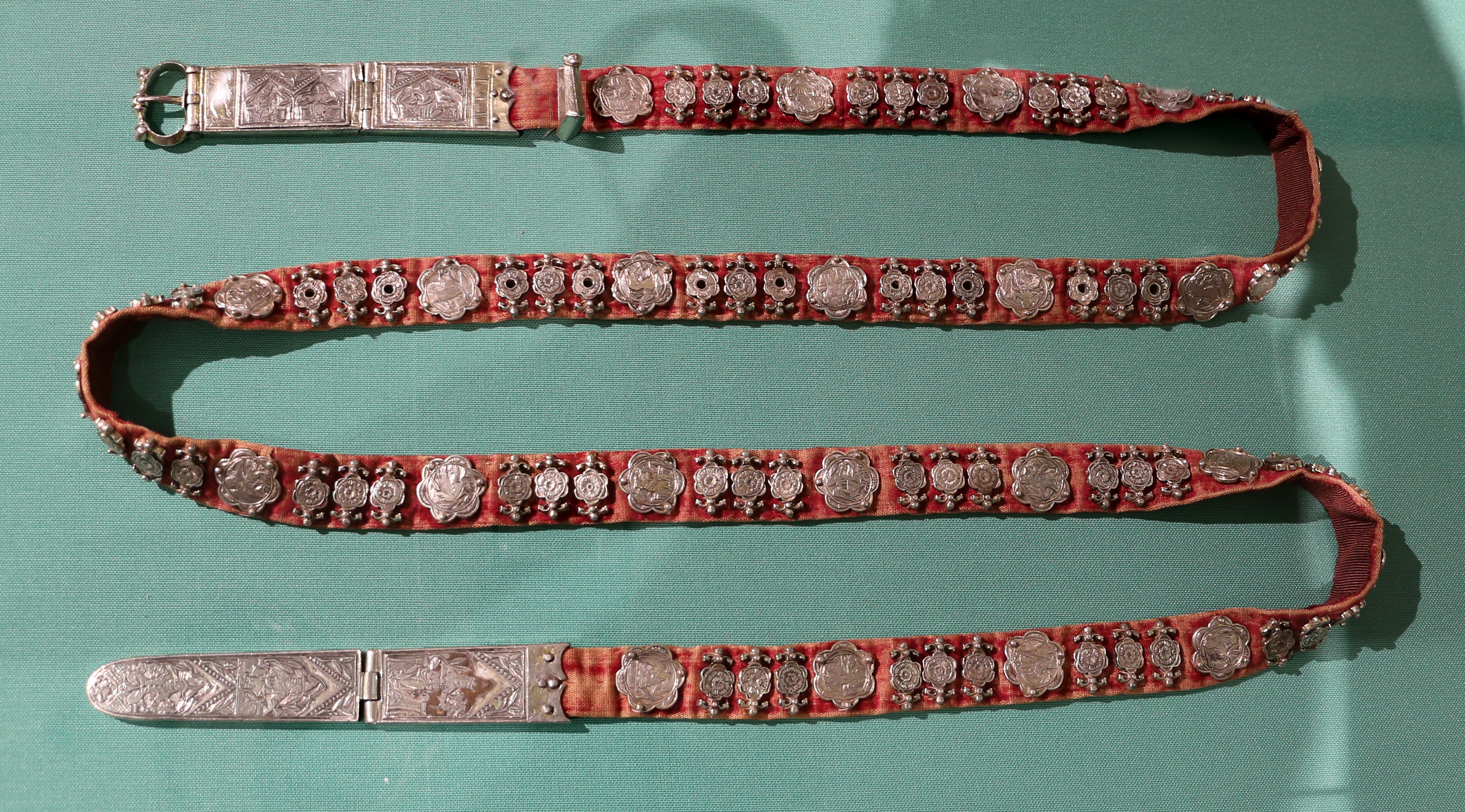
Пояс-ремень с серебряными деталями (поясной набор), Генуя, XIV век

  - Поддерживать, закреплять запахнутую одежду.
  - Для крепления деталей нижней одежды, белья (пояс для чулок). К поясам крепятся подвязки, подтяжки. До изобретения прорезных пришитых карманов в юбках они крепились под юбками отдельно, закрепляясь к поясу (омоньеры[фр.]). До изобретения в XX веке гигиенических прокладок женщины использовали специальный пояс с пуговицами, к которому крепились многослойные сменные прокладки.
  - Поддерживать тело: пояса-бандажи для беременных, атлетический пояс, корсетные пояса, специальный пояс для каникросса, который крепится на бёдрах и защищает спину от нагрузок. Пояса с наручниками для перевозки заключённых.
  - Для крепления оборудования, инструментов, или других целей (пояс шахида). До изобретения карманов к поясам прикреплялись кошели. Ранее на поясах носили оружие, в особенности холодное (родственное, но через плечо — перевязь, портупея, бандольер, патронташ). Вариация — поясная сумка, денежный пояс.
  - Спортивная, см. борьба на поясах.Реконструкция пояса (ремня) римского центуриона
- Декоративная:

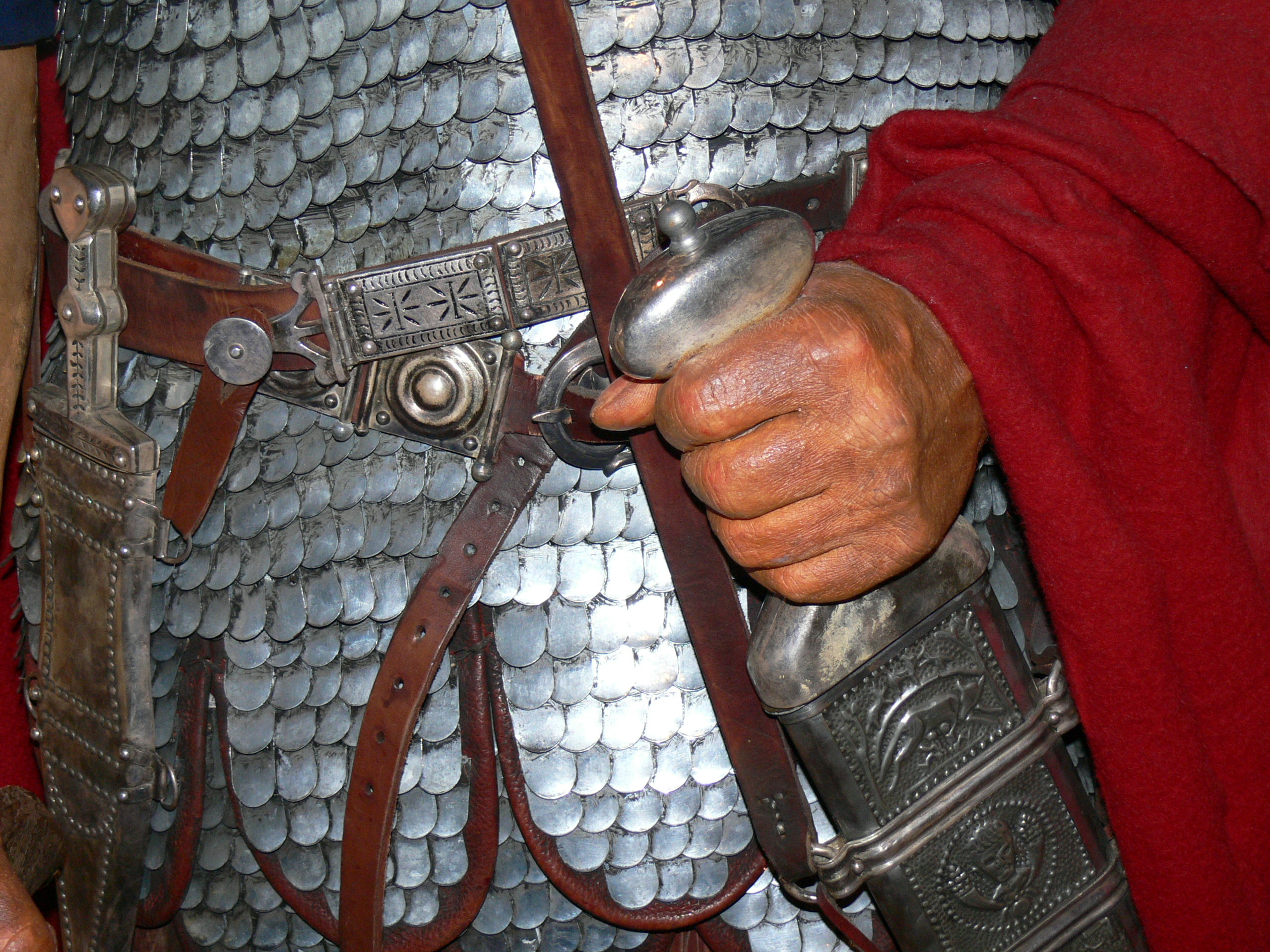
Реконструкция пояса (ремня) римского центуриона

  - Эстетическая: для подчёркивания тонкости талии, конструирования силуэта костюма
  - Элементы национального костюма (оби, слуцкий пояс, лиелвардский пояс, черес, кэмэр, албанский брез). Ранее пояса и их декор имели символическое значение (обрядовую функцию[5]), теперь являются рудиментами.
  - Элементы мундира. В современном мире пояса сохранились как элементы парадной формы — французского Иностранного легиона, ряда частей индийских и пакистанских вооружённых сил.
  - Элементы церемониальных костюмов. В современном мире пояс-кушак для смокинга — камербанд.
- Знака отличия, почёта, статуса (социальная функция[5]):
  - Сословный: рыцарский пояс
  - Религиозный: католические цингулум и пояс. Некоторые ордена подпоясываются шнурами в память конкретных святых (en), у францисканцев это верёвка-«дисциплина» с тремя узлами (они символизировали обеты бедности, целомудрия и послушания[6]), к которому привязывали чётки. Православный — стихарный пояс. В зороастризме пояс кошти выполняет функции религиозного символа и знака совершеннолетия и принадлежности к общине. Хасидский — чёрный гартл.
  - Обозначение статуса ученика: ученические уровни (Кю) в некоторых восточных боевых искусствах обозначаются цветом пояса (красный, синий, зелёный и так далее) при этом мастерские уровни (даны) по цвету поясов не разделяются, единственный цвет пояса мастера любого дана — чёрный.
  - Спортивный: победные регалии, чемпионские пояса, например, в боксе, в WWE.

## История

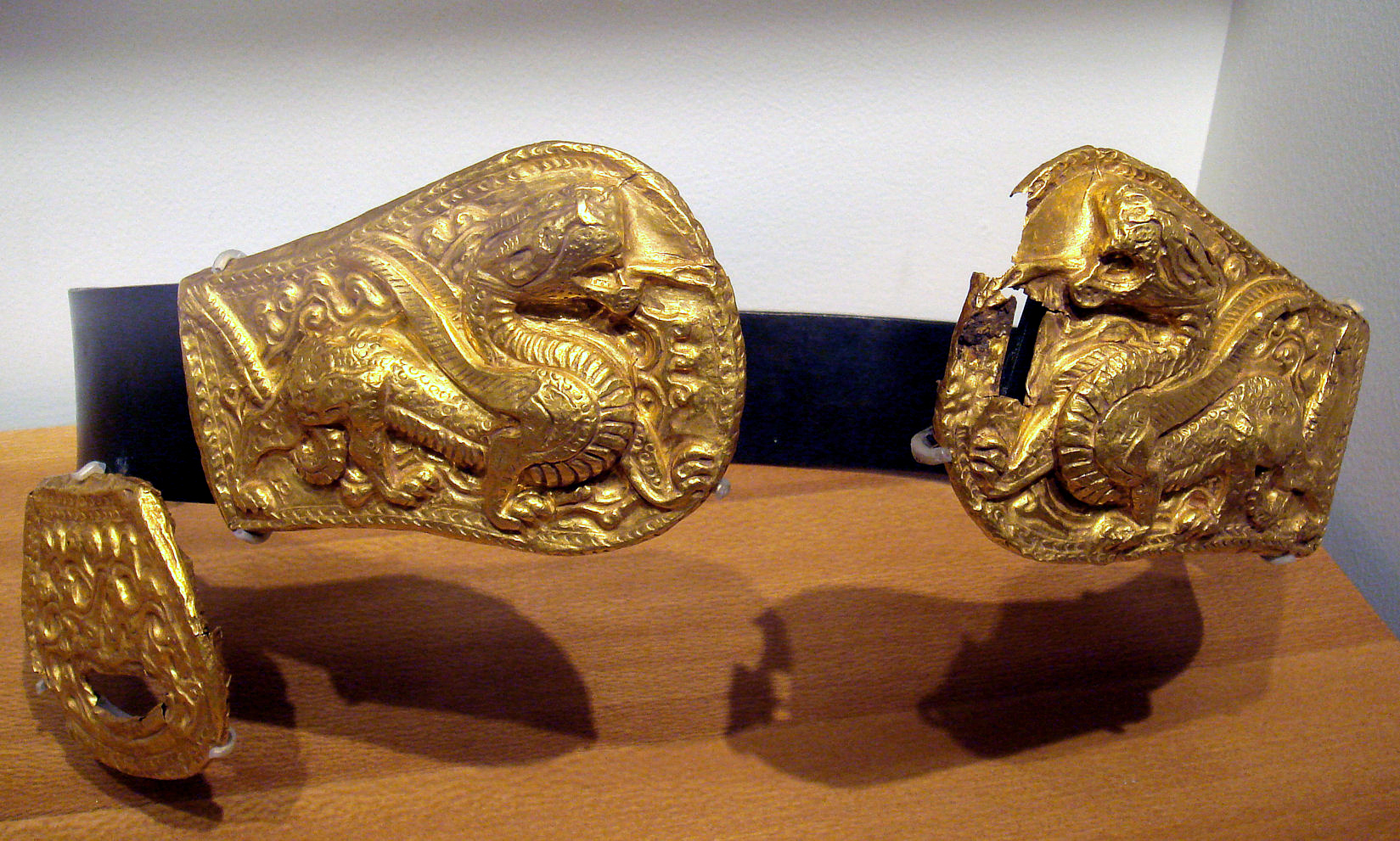
Китай, 3-4 вв. н. э.

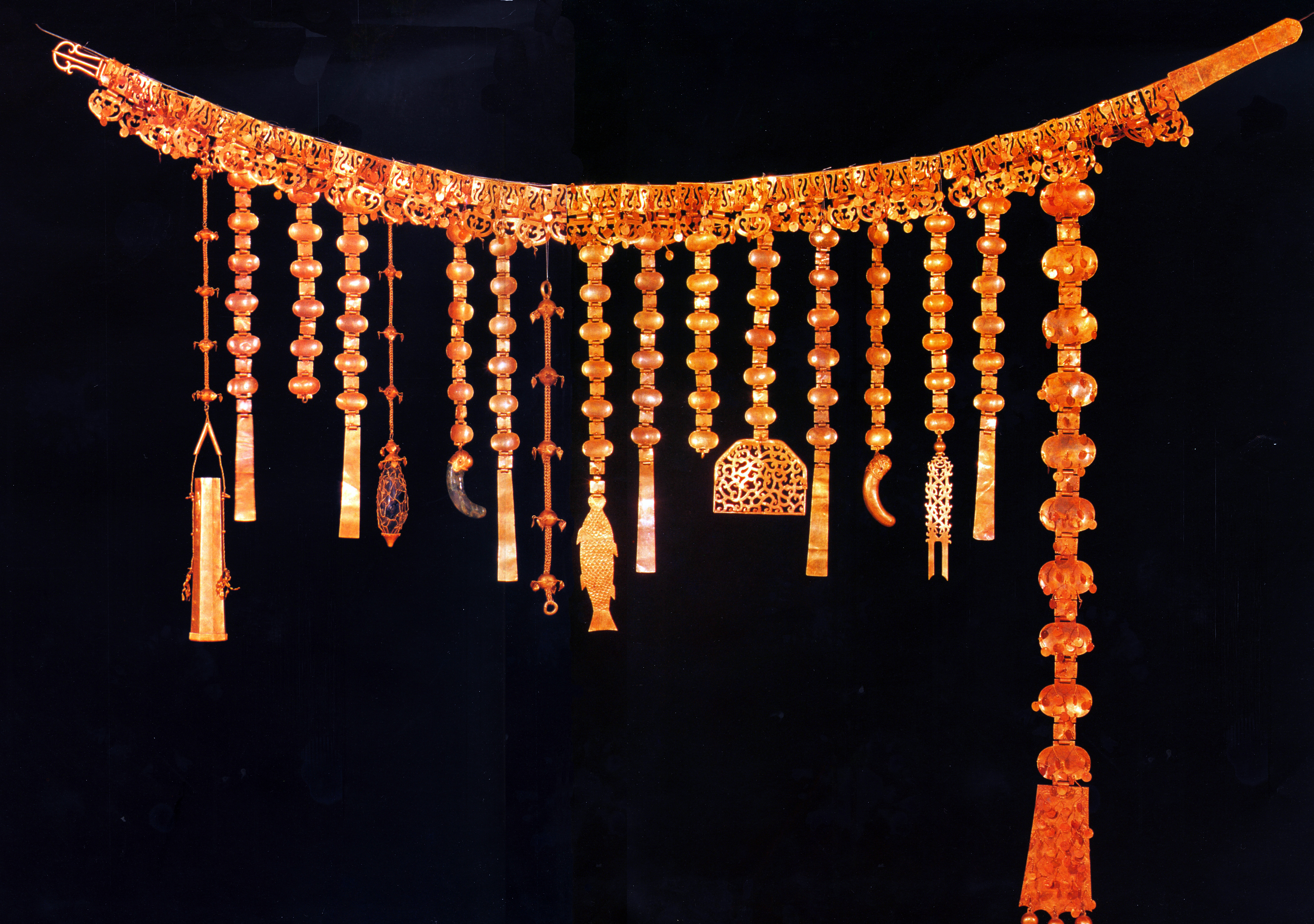
Корейский пояс с различными привесками (полезными предметами и амулетами)

Пояс — древнейший из аксессуаров одежды. Всегда имел не только чисто функциональное, но и декоративное значение и играл важную роль в комплексе этнических костюмов.
Датировать его возникновение невозможно, однако уже на неолитических менгирах (каменных стелах), изображающих фигуру человека, легко узнаются изображения поясов, разделяющих «фигуру». Археологические исследования могил бронзового века дают металлические детали украшений поясов. В бронзовый и железный века пояса-ремни были необходимой частью костюма кочевника, однако пряжка ещё не была изобретена, ей пока предшествовал крючок для пояса (en). Самые ранние археологические свидетельства о таких крючках относятся к VII веку до нашей эры в Восточной Азии. Их делали из бронзы, железа, золота и нефрита. Пряжки, судя по всему, являются римским изобретением.
В Средние века, до изобретения карманов, пояса и навесы к ним являлись предметами первой необходимости, к ним подвешивались оружие, сумки, кошельки, столовые приборы. Также с помощью них обозначалась сословная принадлежность.
В XVII—XVIII веках, по мере усложнения одежды, пояса как крепёж утратили своё значение, поскольку возникли другие способы запахивания и удерживания. Они становятся модным аксессуаром. Но, например, с 1830-х до 1900-х из женской западной одежды они почти полностью исчезли. А в 1890-х годах мужской ремень в США стал популярной заменой подтяжек.
В современной европейской одежде завязывающиеся пояса в основном вытеснены ремнями, которые затягиваются при помощи пряжки, либо полностью исчезли. Сохранились они в женском гардеробе, однако не в повседневном: для нарядных платьев, пояс для чулок и проч. В 1960-е годы модным аксессуаром были «пояса Сен-Тропе». Пояса в виде ремней остаются заметным предметом мужского гардероба, для них в пояс брюк вшиваются петли-шлёвки.
Сейчас пояса сохраняются как рудименты национального костюма. Особую роль они до сих пор играют в культуре Японии, например, оби носят с традиционной одеждой, например, с кимоно и юкатами; женские оби завязываются в крупный декоративный бант за спиной. В XX веке в моду вошли харамаки. До этого также существовали солдатские пояса-амулеты сэннинбари.

### Исторические пояса

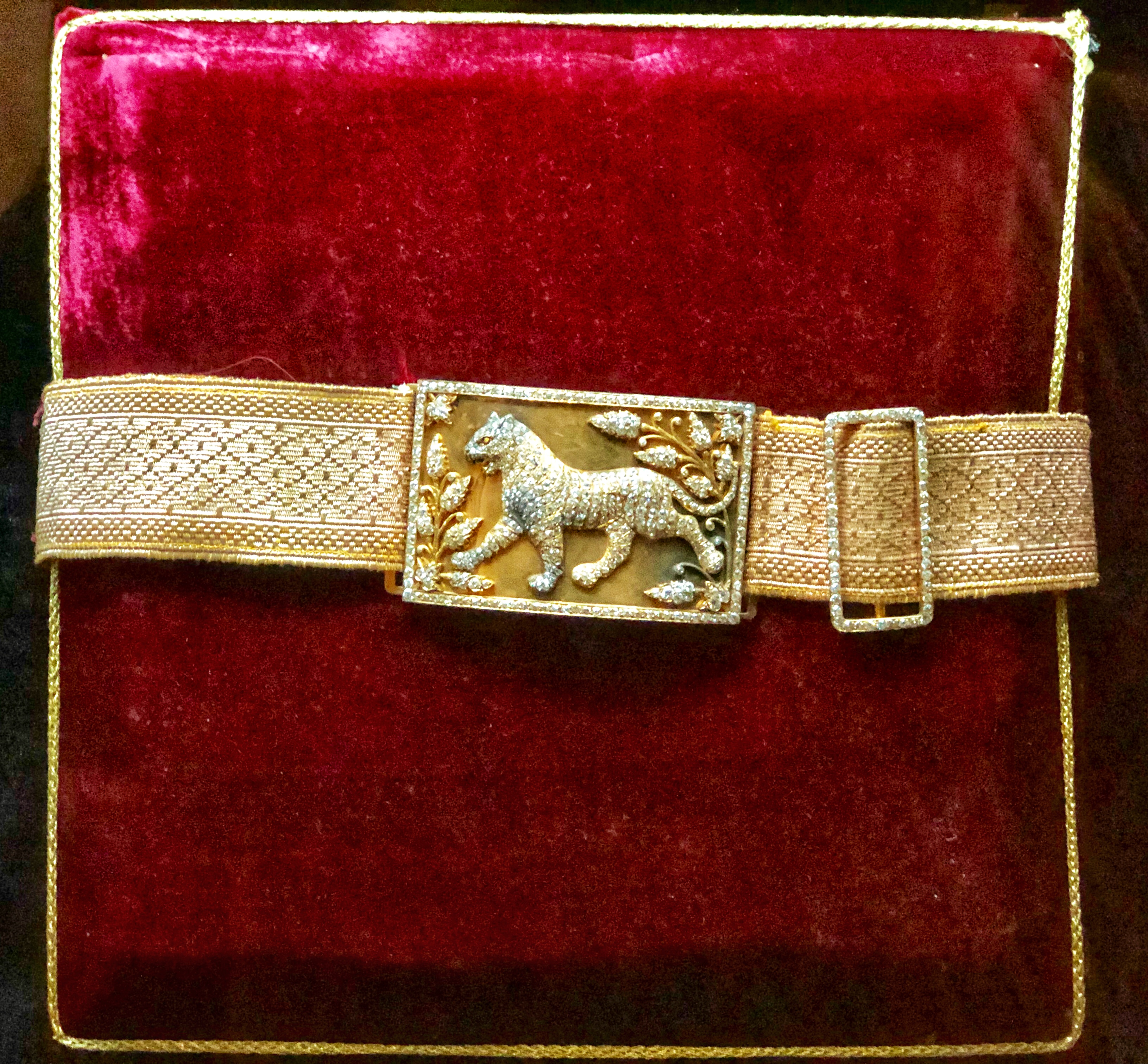
Золотой пояс с пряжкой, Индия. Коронные драгоценности низамов Хайдарабада

В музеях мира хранятся такие исторические пояса, как «Пояс Гайаваты», Пояс Витовта (ювелирный), иранский Золотой пояс шаха, артефакт железного века — Гольштейнский пояс 2 в. до н. э. (de). В число инсигний императоров Священной Римской империи входил пояс, Черниговская золотая цепь.
В русской истории фигурирует пояс Софьи Витовтовны, ставший поводом к междоусобице.
В 2003 году из монет разных стран был создан Международный пояс мира (en).

## В культуре
В античную эпоху пояс был символом супружеской верности, его жених дарил невесте на свадьбе. Известна его символика во время заключения брака в Древнем Риме, накануне свадьбы невесте повязывали голову красным платком и надевали на неё длинную прямую белую тунику с поясом из шерсти, предназначавшуюся и для дня свадьбы. Пояс из овечьей шерсти (лат. cingillum) завязывался двойным геркулесовым узлом, который должен был предотвратить несчастье. Позже в постели муж символически развязывал пояс на тунике, завязанный геркулесовым узлом, чтобы у него было так же много детей, как у Геркулеса. Священным именем богини Юноны на свадьбах было Цинксия (лат. Cinxia), так как первоначально заключившие брак были лат. cinguli — «опоясанные».
Пояс считался символом чести и достоинства. В Средние века только дворянин имел право носить меч на поясе, и препоясывание мечом являлось частью ритуала возведения в рыцарское достоинство, при посвящении в рыцари посвящаемому повязывали пояс как знак его нового статуса. Во время же гражданской казни, наоборот, на эшафоте рыцаря снимали по частям рыцарское облачение (доспехи, рыцарский пояс, шпоры и прочее), а в кульминации разбивали щит с дворянским гербом.
Пояс везде, во всех культурах имел большую обрядовую роль. «Издревле повязывание вокруг талии верёвки/пояса являлось знаком фактического обладания. На этом понятии строится вся система свадебных обрядов с участием пояса. Юношу, переходящего в разряд взрослых воинов, опоясывали боевым поясом, на котором носили оружие, и это служило знаком воинской возмужалости. Пояс отмечал ранг покойного в социуме. Прежде всего это отражалось в иерархии материала, из которого изготовлены накладки (золото-серебро-бронза). Богато украшенный пояс являлся признаком принадлежности к воинскому сословию и существовала связь между положением воина и богатством его накладок».
На Руси было в древности принято, чтобы нижняя женская рубашка всегда была подпоясана; даже новорождённой девочке повязывали поясок (опоясочку). Ходить без опояски считалось грехом. Выражение «распоясаться» в русском языке означает «обнаглеть», «забыть о правилах приличия». Сорвать с кого-то пояс при людях было тяжким оскорблением (таким же, как, например, дать пощёчину). У русских считалось, что «без пояса ходить грех». Особенно неприличным было молиться Богу без пояса. Михаил Забылин писал в 1880 году о великорусах: «От всех колдунов и от всех заговоров и всякой порчи носят на голом теле из тонкой сетки пояс вязаный. И при этом талисмане не может действовать никакое колдовство и никакая порча». В славянских обрядах венчания пояса имели своё значение.
По поводу Древней Руси Н. С. Борисов писал: «Пояса составляли наиболее ценную часть великокняжеской казны. Им придавалось особое, символическое значение. И в Орде, и в Византии они были в ту пору признаками социального статуса человека, его „визитной карточкой“. Материал, из которого сделаны сам пояс и его накладки, количество бляшек и подвесок — всё имело определённое значение. На Руси в XIV—XV веках золотой пояс был необходимым знаком княжеского достоинства, а „золотая шапка“ и бармы — великокняжеского». История с поясом Софьи Витовтовны подчёркивает их значение. Как отмечает исследователь древнерусских княжеских поясов, они «тщательно перечислялись в княжеских духовных грамотах. Всего в 15-и княжеских духовных грамотах золотой пояс упоминается 46 раз. Общее количество золотых поясов, упоминаемых в 15-и грамотах (из них 6 — великокняжеских, 9 принадлежат удельным князьям), — 41 (всего 46). Великим князьям принадлежат 27 золотых поясов, удельным — 14 (…) В духовных грамотах пояса упоминаются, пожалуй, чаще других предметов (…) В 1498 году пояс участвует в обрядах, установленных после венчания великого князя: „за обедом, как бы в качестве дара, Дмитрию был поднесён широкий пояс, сделанный из золота, серебра и драгоценных камней, которым его и опоясали“. Пояс, не входя в категорию основных регалий, используемых в храме, выступал в качестве символического дара и тоже участвовал в церемониале». В одном из иностранных документов написано по поводу Новгородской боярской республики, что ею управляли «300 золотых поясов», точное объяснение историки пытаются найти.

### Мифология
Тиет — древнеегипетский символ богини Исиды, по одной из версий символизировал узел её пояса.
В античной мифологии фигурирует волшебный пояс Афродиты, ценный пояс амазонки Ипполиты (9-й подвиг Геракла).
Скандинавский бог Тор носил пояс силы Мегингъёрд из волшебных колец, удваивающий силу носящего. Атрибутом богини Фригг был пояс с ключами. Когда Зигфрид одолел Брюнхильду, он взял в доказательство её пояс и кольцо.
Индуистская богиня Кали носит пояс из человеческих рук, которые обозначают неумолимое действие кармы.

### Христианство
Пояс упоминается в Ветхом Завете как аллегория: «И будет препоясанием чресл Его правда, и препоясанием бедр Его — истина» (Ис. 11:5). В Первом послании апостола Петра говорится: «Посему, (возлюбленные,) препоясав чресла ума вашего, бодрствуя, совершенно уповайте на подаваемую вам благодать в явлении Иисуса Христа» (1Пет. 1:13), отсюда идёт выражение «перепоясать чресла», то есть подготовиться. Золотой пояс является знаком священнического служения, в первой главе «Апокалипсиса» описано явление Бога: «Я обратился, чтобы увидеть, чей голос, говоривший со мною; и обратившись, увидел семь золотых светильников и, посреди семи светильников, подобного Сыну Человеческому, облеченного в подир и по персям опоясанного золотым поясом» (Откр. 1:12, 13).
Важной христианской реликвией является Пояс Пресвятой Богородицы. Аналогичная католическая реликвия — пояс апостола Фомы (в искусстве — Madonna della Cintola), хранится в соборе Прато, Италия (en). Третий пояс Богородицы почитается восточными церквями (en). В изобразительном искусстве стоит обратить внимание на пояс в изображении Девы Марии в сцене Непорочного Зачатия.

### Искусство
Пояс является символом силы и власти, верности, готовности к действию; также он символизирует защиту тела. Также он является аллегорией девственности, то есть моральной чистоты и добродетели («развязать пояс» — отдать девственность). В сочетании со шпорами пояс становится символом рыцарства. Если он прилагается к Венере, то приобретает эротические, фетишистские коннотации, напоминает об обольщении. Золотой пояс является знаком священнического служения. Передача пояса другому — знак доверия и привязанности. Вдова Филиппа I Бургундского заявила о своих правах на наследование, положив свой пояс на его гробницу.
Эмблема королевы Клод Французской, иногда образует кайму эмблемы в виде лебедя со стрелой. Также он, полученный от Богоматери, является атрибутом апостола Фомы. В масонстве пояс является символом божественного знания, его изображение встречается в орнаментике.